# Heuliez
Heuliez – francuskie przedsiębiorstwo zajmujące się projektowaniem i produkcją samochodów osobowych (głównie kabrioletów i kombi) dla koncernu PSA (Peugeot i Citroën) oraz Opla. Dodatkowo Heuliez produkuje pojazdy z napędem elektrycznym.
Heuliez powstał w 1920 roku, a jego siedziba mieści się w Cerizay, w regionie Poitou-Charentes.

## Lista samochodów produkowanych przez Heuliez
- Citroën Visa Chrono (1984)
- Citroën Visa Mille Pistes (1984)
- Citroën Visa Convertible (1984)
- Citroën BX Station Wagon (1985–1994)
- Citroën BX 4TC (1986)
- Citroën CX Break (1989–1991)
- Citroën XM Break (1992–2000)
- Citroën Xantia Break (1995–2001)
- Citroën AX electrique (1995–2000)
- Citroën Saxo electrique (1996–2003)
- Opel Tigra Twin Top (2004–2009)
- Peugeot 604 Limousine (1978–1984)
- Peugeot 206 CC (2000–2007)
- Renault 5 Le Car Van (1979–1984)
- Peugeot 106 Electric (1996-2003)